# الثلاثة يشتغلونها (فلم)
الثلاثة يشتغلونها (أي الثلاثة يُخادعونها) هو فيلم من بطولة ياسمين عبد العزيز، وهالة فاخر، وصلاح عبد الله. عنوان الفيلم مستوحى من فيلم أُنتج عام 1965 اسمه الثلاثة يحبونها.

## القصة
تدور قصة الفيلم حول الفتاة البسيطة نجيبة ياسمين عبد العزيز المتفوقة بالدراسة والتي تنجح بالثانوية العامة بنسبة 101% وتكون الأولى على الثانوية ويتم طرد والدها صلاح عبد الله من المصنع الذي يشتغل به فتشتغل كمدرسة بمدرستها القديمة وتدرس بجامعة الآثار وتتعرف على 3 رجال متتابعين. . الأول هو نبيل أمير المصري الشاب المستهتر إلى يريد أن ينجح ويوعد نجيبة بالزواج إذا جعلته ينجح فتغششه بالامتحانات وينجح وهي تسقط ولكنه لم يخطبها ويخطب فتاة أخرى. . وتتعرف على شاب ثاني وهو خالد نضال الشافعي الذي يناضل ويحب الوطن والناس البسطاء الذين هم من الطبقة الكادحه وتكتشف بعدها أنه كاذب في تصرفاته ويستغلها لتقوم بمظاهرة كبيرة عندما يتم مسكهم من الشرطة ينفي معرفته بها. . وتتعرف على شاب ثالث وهو شيخ دين الشيخ عامر شادي خلف ويقوم باستغلالها بأفكاره الدينية ويعمل لها برنامج بقناته الدينية وعندما تكسر هي والشابات الصالحات بالجامعة التماثيل الفرعونية يتركها فتستوعب الدرس من أباها وترجع للجامعة بعد طردها وتتعرف على الدكتور الجديد عبد الرحمن أحمد عز، وتتزوجه وينتهي الفيلم.

## طاقم التمثيل
- ياسمين عبد العزيز: نجيبة متولي الخولي
- هالة فاخر: فوقية والدة نجيبة
- صلاح عبد الله: متولي الخولي والد نجيبة
- رجاء الجداوي: ابلة صباح مديرة المدرسة
- لطفي لبيب: فتحي الإسناوي مدير الإدارة التعليمية
- محمد لطفي: الضابط
- نضال الشافعي: خالد
- شادي خلف: عامر
- أمير المصري: نبيل
- يوسف داود: دكتور في الجامعة
- حسن مصطفى: مدير المصنع
- ميار الغيطي
- بدرية طلبة: عفاف
- إيمان السيد: سماح
- أحمد عز ضيف شرف

## وصلة خارجية
- مقالات تستعمل روابط فنية بلا صلة مع ويكي بيانات